# Pentathlon invernale
Il pentathlon invernale era uno sport multidisciplinare invernale in cui gli atleti competevano in cinque diverse discipline: sci di fondo, tiro a segno, discesa libera, scherma ed equitazione. L'aggettivo "invernale" serve a distinguerlo dal pentathlon moderno che viene praticato ai Giochi olimpici estivi, le cui cinque prove sono tiro a segno, nuoto, scherma, equitazione e corsa.
Fu proposto come sport dimostrativo ai V Giochi olimpici invernali di Sankt Moritz 1948 come corrispettivo invernale del pentathlon moderno e nelle intenzioni avrebbe dovuto sostituire definitivamente le gare di pattuglia militare, disciplina che proprio a Sankt Moritz fece la sua ultima apparizione olimpica. Come illustrò il presidente della commissione del pentathlon invernale di quell'edizione olimpica, Willy Grundbacher, l'obiettivo - la Seconda guerra mondiale si era appena conclusa - era quello di offrire un'alternativa "civile" a uno sport fino ad allora militarmente caratterizzato. L'esperimento non ebbe successo, anche a causa dell'affermazione del biathlon.